# Megaminx
Megaminx lub Mégaminx to łamigłówka w kształcie dwunastościanu, podobna do kostki Rubika. Ma w sumie 50 ruchomych elementów do przegrupowania, w porównaniu do 20 ruchomych kawałków kostki Rubika. 

## Historia
Megaminx, znany także jako Magic Dodecahedron, został wymyślony niezależnie przez kilka osób i wyprodukowany przez kilku różnych producentów o nieco innych konstrukcjach. Uwe Mèffert ostatecznie kupił prawa do niektórych patentów i nadal sprzedaje je w swoim sklepie z łamigłówkami pod nazwą Megaminx. Łamigłówka znana jest również pod nazwą węgierska supernowa, wynaleziona przez dr Cristopha Bandelowa. Jego wersja wyszła jako pierwsza, a wkrótce potem Megaminx Mefferta. Proporcje dwóch puzzli są nieco inne.

## Schemat kolorów
Standardowa kolorystyka większości 12-kolorowych układanek Megaminx jest następująca:   
- czerwony jest przeciwieństwem pomarańczowego;
- zielony jest przeciwieństwem limonkowego;
- żółty jest przeciwieństwem jasnożółtego;
- biały jest przeciwieństwem szarego;
- fioletowy jest przeciwieństwem różu;
- niebieski jest przeciwieństwem ciemnoniebieskiego.

Ponadto kolory twarzy wokół białej ściany to, w kolejności zgodnej z ruchem wskazówek zegara: czerwony, zielony, fioletowy, żółty i niebieski.

## Metody układania
Sposób, w jaki działa Megaminx jest bardzo podobny do 3x3x3: ma ustalone środki, krawędzie o dwóch orientacjach i narożniki o trzech orientacjach, a każdy obrót porusza taką samą liczbę krawędzi i narożników. Z tego powodu można go (i zwykle jest) rozwiązać za pomocą wariantu metody 3x3x3, umieszczając krawędzie, a następnie pary narożnik/krawędź (jak w metodzie Fridrich) lub po prostu budując serię bloków (jak w metodzie Petrusa). Możliwe jest również zakończenie przy użyciu niektórych algorytmów OLL i PLL. Największą różnicą w stosunku do 3x3 jest to, że ruchy środkowych warstw nie są możliwe i dlatego metody rozwiązujące krawędzie z zachowaniem narożników mają znacznie dłuższe algorytmy.

## Wariacje
Istnieje wiele podobnych łamigłówek z różną liczbą warstw, z których większość zmienia „mega” w nazwie na inny prefiks metryki. Są to Kilominx (2 warstwy), Master Kilominx (4 warstwy), Gigaminx (5 warstw), Elite Kilominx (6 warstw), Teraminx (7 warstw), Kilominx 8×8 (8 warstw), Petaminx (9 warstw), Examinx (11 warstw), Zettaminx (13 warstw), Yottaminx (15 warstw) i Atlasminx (19 warstw). Najwyższym masowo produkowanym wariantem Megaminx jest Zettaminx, który został wydany przez firmę ShengShou 30 września 2021 r., a najwyższym zamówieniem Megaminx, jakie kiedykolwiek wyprodukowano, jest Atlasminx, stworzony przez Corenpuzzle przy użyciu druku 3D. Atlasminx został ujawniony w sierpniu 2021 roku. Jest to dwunastościenny odpowiednik kostki Rubika 19x19x19. Tony Fisher wyprodukował modyfikację kształtu Megaminx do postaci sześcianu, którą nazwał Hexaminx. Innym wariantem jest Holey Megaminx, który nie ma środkowych elementów, takich jak Void Cube. Jest produkowany przez Mèffert od lipca 2009. Inne warianty to Flowerminx, Megaminx Ball i Crazy Megaminx.

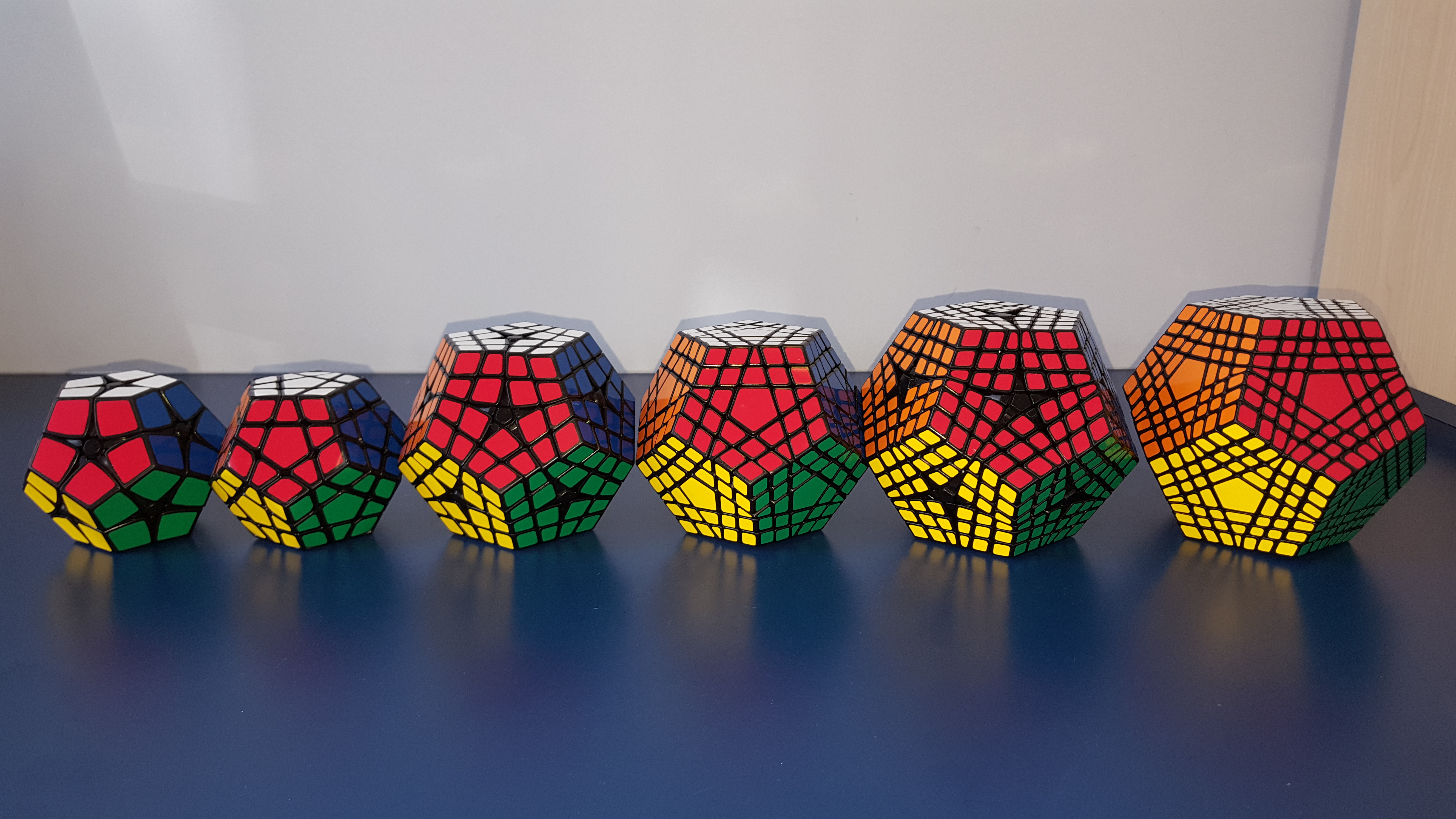
Od lewej: Kilominx, Megaminx, Master Kilominx, Gigaminx, Elite Kilominx, Teraminx

## Galeria

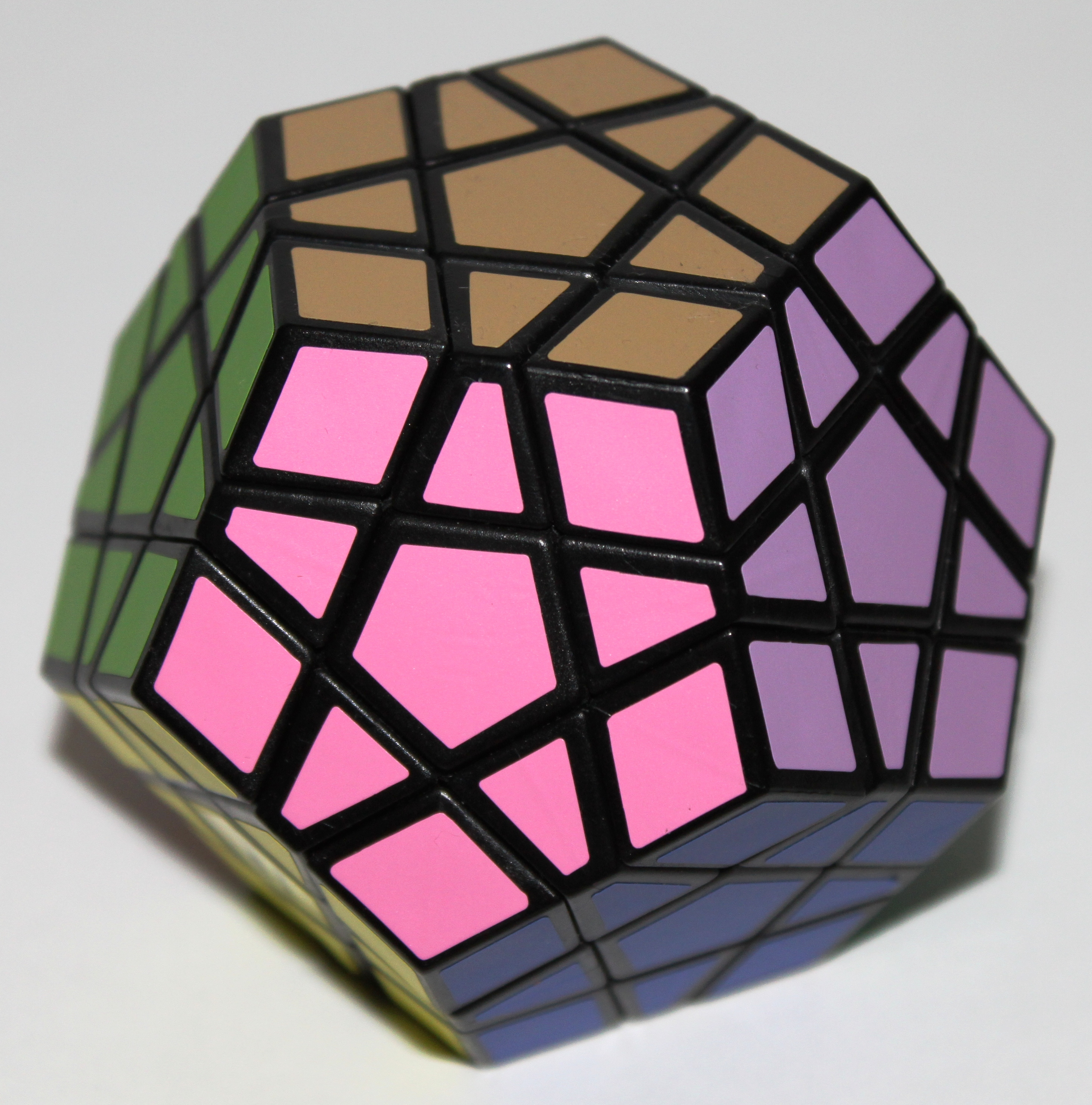
Rozwiązany Megaminx
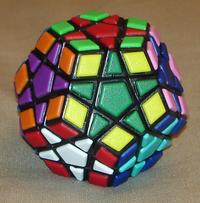
Wzór gwiazdy na Megaminx
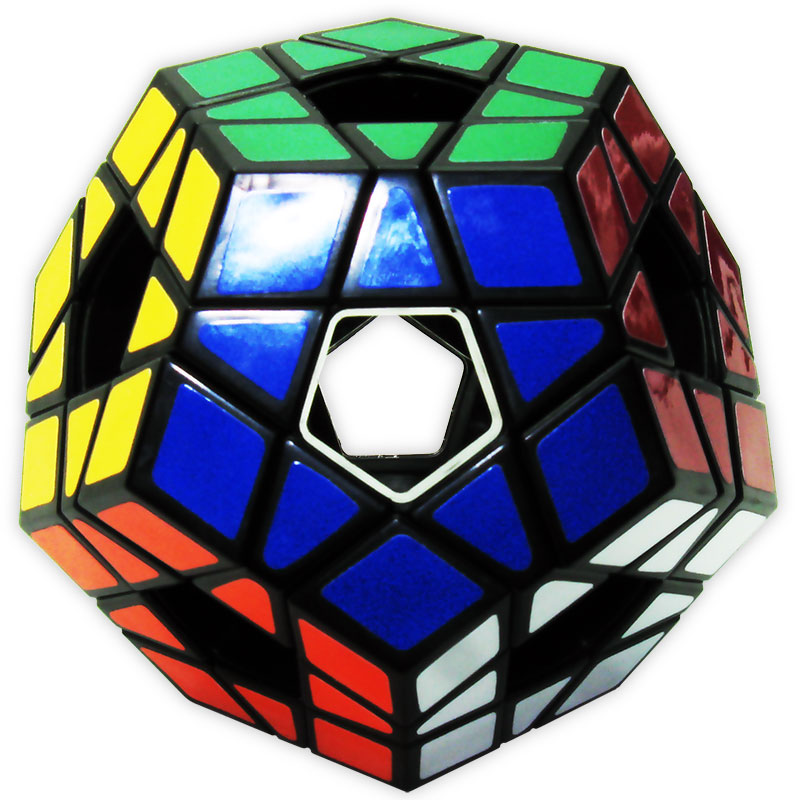
Holey Megaminx
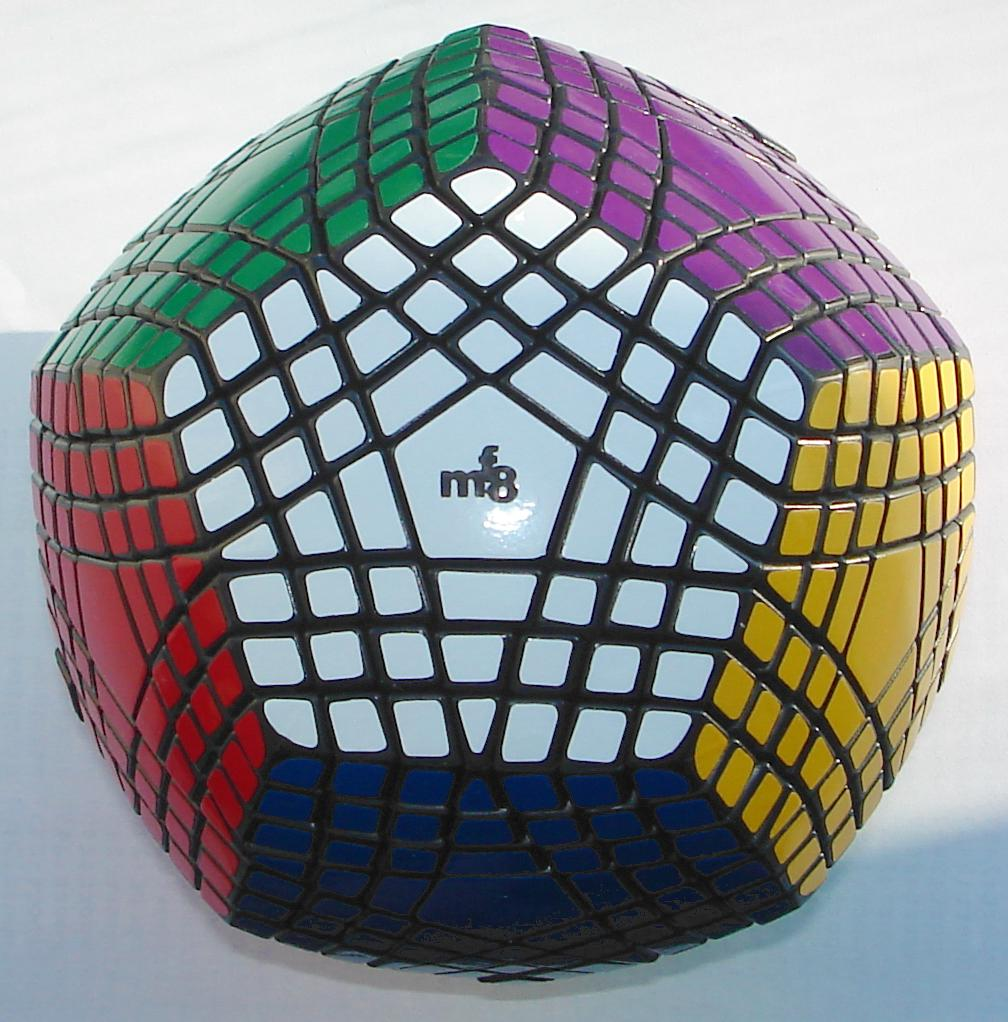
Teraminx
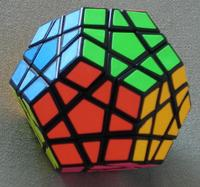
6-kolorowy Megaminx
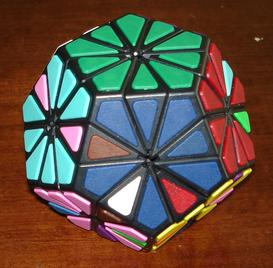
Pyraminx Crystal
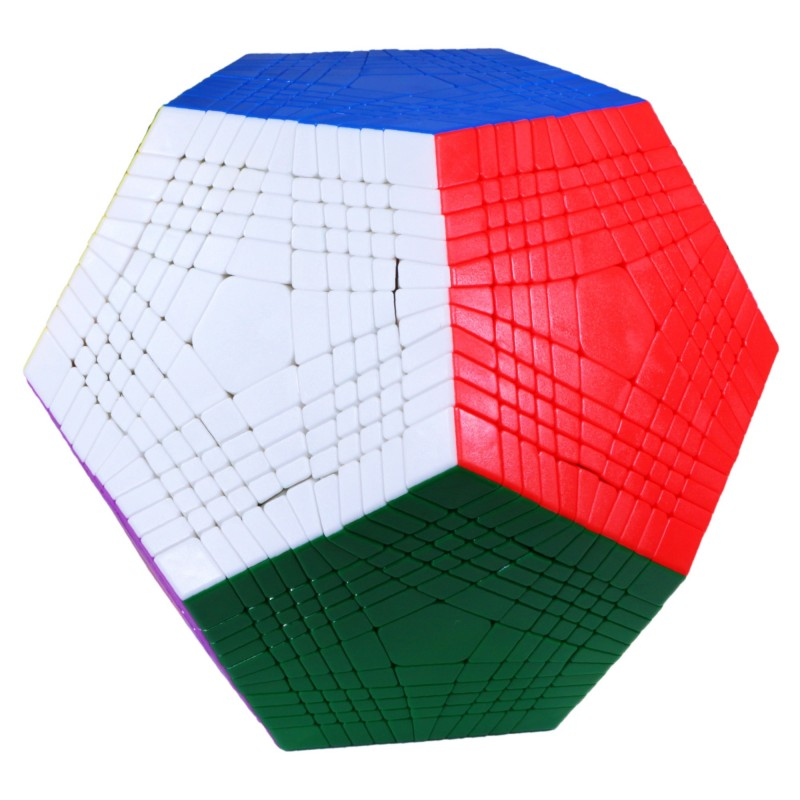
Rozwiązany Examinx